# Психологическое благополучие
Психологическое благополучие — интегральное системное состояние человека или группы, которое представляет собой сложную взаимосвязь физических, психологических, культурных, социальных и духовных факторов и отражает восприятие и оценку человеком своей самореализации с точки зрения пика потенциальных возможностей. Психологическое благополучие рассматривается в работах зарубежных и российских психологов как приобретенное в процессе жизнедеятельности качество, предполагающее активность субъекта.
В психологии проблема понимания и аспектов психологического благополучия с получила свое развитие с выхода в 1969 году работы Н. Брэдбёрна «Структура психологического благополучия». Рост интереса к проблеме психологического благополучия в современной науке связывают с развитием позитивной психологии. Основоположник позитивной психологии — Мартин Селигман — выделял субъективное ощущение счастья и общей удовлетворенности, позитивные черты личности и позитивные социальные структуры и явления в качестве основных объектов изучения данного направления в психологии.. В настоящее время утвердились два основных направления в исследовании психологического благополучия человека: эвдемонистическое и гедонистическое.

## Направления исследования

### Эвдемонистическое направление
В рамках эвдемонистического направления понятие психологического благополучия рассматривается как реализация человеком собственного потенциала, развитие определённых психологический черт в соответствующей им деятельности.
Основоположником эвдемонистического направления в понимании психологического благополучия стала Кэрол Рифф. По мнению К.Рифф, психологического благополучие — это наличие у человека специфических, устойчивых психологических черт, позволяющих ему функционировать значимо более успешно, чем при их отсутствии. В качестве базовых составляющих психологического благополучия она выделила шесть основных компонентов: позитивные отношения с другими (забота о благополучии других, чувство удовлетворение от теплых и доверительных отношений с другими); автономия (независимость, внутренний контроль); управление средой (способность человека эффективно использовать внешние ресурсы); целенаправленность жизни (высокоразвитая способность к рефлексии, осмысленность); личностный рост (эффективное использование личностных черт, развитие талантов); самопринятие (признание себя, позитивное отношения к своим личностным чертам). На основании положений К.Рифф был создан опросник психологического благополучия, широко используемый в современной психологии.
Среди других исследований в рамках эвдемонистического направления в понимании психологического благополучия стоит указать работы А. В. Ворониной, О.А Идобаевой, Д. А. Леонтьева, К. Петерсона и М. Селигмана, К. Рифф

### Гедонистическое направление
С точки зрения гедонистического направления психологическое благополучие определяется как субъективное благополучие. В большинстве работ психологов-представителей данного направления определение психологического благополучия связывается с понятиями «счастье», «удовлетворённость жизнью», «позитивные эмоции» и т. д.
Теоретической основой понимания психологического благополучия в контексте гедонистического направления послужили работы Н. Брэдбёрна, для которого понятие благополучия неразрывно связано с общей удовлетворенностью жизнью и счастьем. Н. Брэдбёрн разработал модель структуры психологического благополучия, которая представляет собой баланс, достигаемый при непрерывном взаимодействии позитивного и негативного аффектов. Разница между этими двумя аффектами, согласно модели, является показателем психологического (субъективного) благополучия человека.